# Stillwater Overlook
Le Stillwater Overlook – ou Lake St. Croix Overlook – est un point de vue panoramique sur la rivière Sainte-Croix aménagé à Oak Park Heights, dans le Minnesota, aux États-Unis. Construit dans les années 1930 dans le style rustique du National Park Service, il est inscrit au Registre national des lieux historiques depuis le 27 décembre 2007.